# Asmaa James
Pour les articles homonymes, voir James.
Asmaa James est une journaliste sierra-léonaise et une militante des droits des femmes. Selon la liste des « 100 femmes » de la BBC pour 2019, elle fait partie des 100 femmes les plus inspirantes et les plus influentes au monde,,,.

## Formation
Asmaa James naît à Freetown et grandit comme orpheline à Pujehun. En 2016, elle est sélectionnée pour le prix Mandela Washington Fellowship for Young African Leaders, ce qui lui permet de perfectionner ses compétences et de se développer professionnellement dans un établissement d'enseignement supérieur aux États-Unis,.

## Carrière
Après avoir été radio reporter, Asmaa James est l'animatrice de « Good Morning Sierra Leone », une émission sur les droits humains sur Radio Democracy 98.1, une station de radio indépendante appartenant à la société civile.

## Engagement
Elle est vice-présidente de l'Union des journalistes de la Sierra Leone et présidente de Women in the Media Sierra Leone (WIMSAL), une organisation soutenant la promotion des femmes dans les médias et assurant la protection et le renforcement des capacités de ses membres.
James crée la Fondation Asmaa James, au lendemain de l'épidémie d'Ebola. Sa fondation apporte un soutien aux filles issues de milieux défavorisés en leur donnant accès à une éducation en matière de santé reproductive, à des bourses, au mentorat et à une formation aux compétences relatives à la vie. En décembre 2018, elle lance la campagne du mardi noir pour protester contre la montée des viols et des abus de filles de moins de 12 ans. Cette campagne encourage les femmes à porter du noir le dernier mardi de chaque mois. La campagne incite le président en exercice à déclarer l'état d'urgence sur le viol et à réformer les politiques entourant la violence sexuelle,,.

## Prix et reconnaissances
- 2014 : femme journaliste la plus remarquable de Sierra Leone par la Commission indépendante des médias[1].
- 2016 : Bourse Mandela Washington[5].
- 2019 : 100 femmes de la BBC